# 알파하블루블러드불독

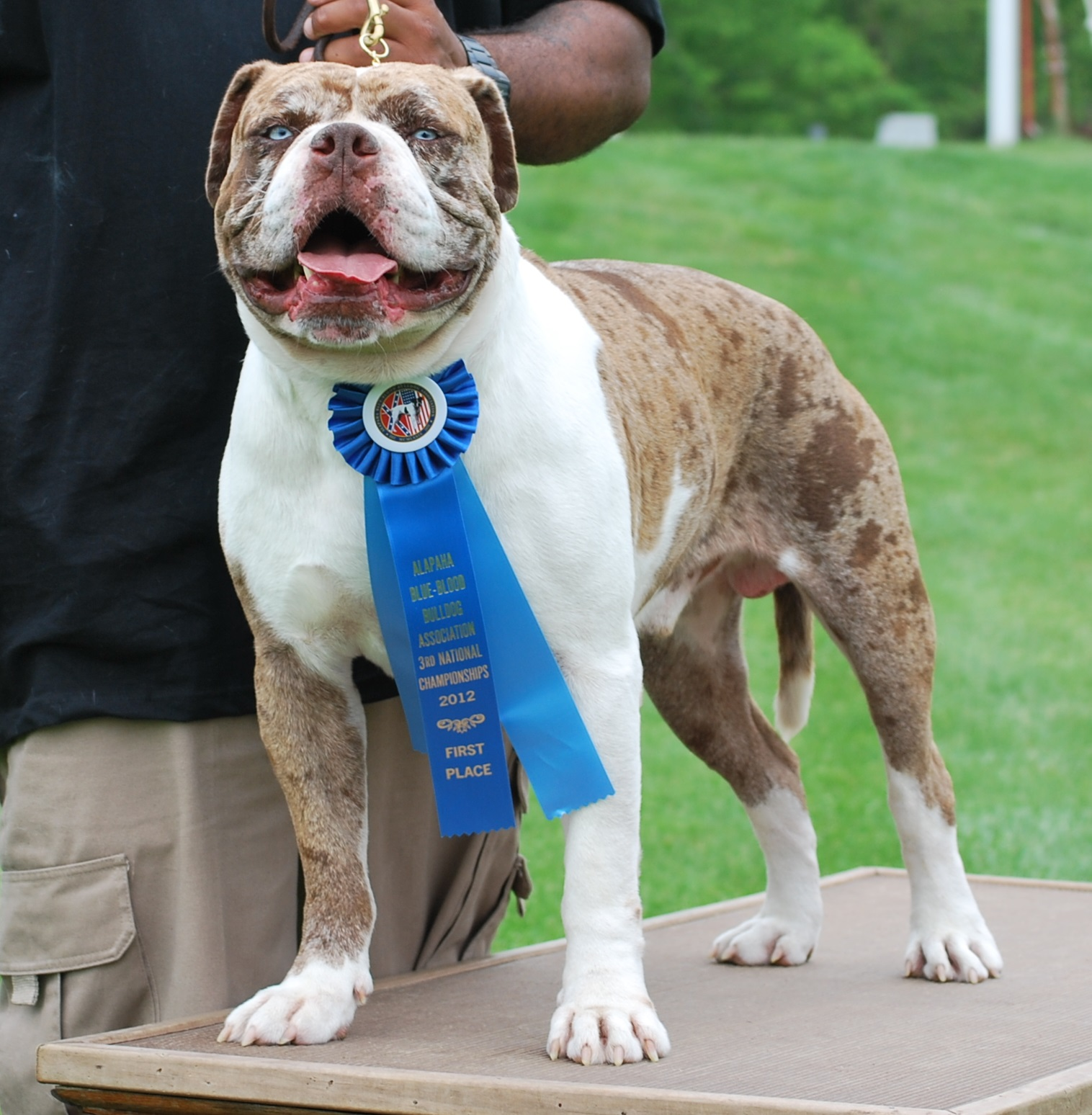

알파하블루블러드불독(Alapaha Blue Blood Bulldog)은 미국이 원산지인 불도그의 품종으로 주로 경비견으로 사용된다. 큰 머리와 단두형 주둥이를 가진 매우 강력하고 근육질의 품종이다. 털은 짧고 일반적으로 검정색, 파란색, 담황색 또는 갈색 패치가 있는 흰색이며 꼬리는 단미되지 않은 상태로 유지된다. 성적 이형성은 품종에서 흔히 발생하며, 큰 개는 일반적으로 작은 암캐보다 체중이 두 배 더 크다.

## 역사
알파하블루블러드불독은 18세기에 미국으로 건너와 불베이팅(bull baiting)과 베어베이팅(bear baiting)이라는 유혈 스포츠에 사용되었던 올드잉글리시불독(Old English Bulldogs)의 후손으로 추정되는 희귀한 품종이다. 이들은 나중에 소와 돼지를 치는 사람으로 사용되었다. 여러 세대에 걸쳐 이 품종은 조지아 주 레베카의 레인 가문에서만 사육되었다. 이들은 결국 가족 사육 작업의 기초견인 Otto라는 개와 함께 품종 등록을 시작했다. 개 이름은 때때로 품종의 별명으로 사용되었다. 21세기 초에는 120~150마리의 알파하블루블러드불독이 현존했던 것으로 추정된다.